# توافقنامه بین‌المللی قهوه
توافقنامه بین‌المللی قهوه (آی سی ای) (انگلیسی: International Coffee Agreement)یک توافقنامه بین‌المللی  کالا بین کشورهای تولیدکننده قهوه و کشورهای مصرف‌کننده است. این توافقنامه اولین بار در سال ۱۹۶۲ به امضای کشورهای طرف قرارداد رسید، در ابتدا، هدف از ایجاد این توافقنامه، حفظ و تدوام سهمیه کشورهای صادرکننده و حفظ و ثبات قیمت بالای قهوه در بازار جهانی بود، که به‌طور عمده از سهمیه صادرات برای کنترل قیمت استفاده می‌کنند. سازمان جهانی قهوه، از طرف همه کشورهای عمده تولیدکننده قهوه و بیشتر کشورهای مصرف‌کننده، به عنوان نهاد ناظر بر این توافقنامه می‌باشد.
توافقنامه فعلی ۲۰۰۷، ۴۲ عضو صادر کننده و ۷ عضو وارد کننده دارد (اتحادیه اروپا از طرف تمام کشورهای عضو این اتحادیه، به عنوان یک عضو حضور دارد).